# 定桥
定桥位于中国浙江省宁波市鄞州区姜山镇定桥村定桥自然村西首，清代桥梁，现桥重修于宣统三年（1911年），为三孔石拱桥，全长23.9米，宽3.05米，桥拱中间大两边小，2010年9月公布为鄞州区文物保护单位。